# 斯波義虎
斯波 義虎（しば よしとら、永正8年（1511年） - 天文23年7月12日（1554年8月10日））は、戦国時代中期の武将。尾張守護斯波氏の一族で、応仁の乱の中心人物である斯波義敏の孫にあたる。
父は武衛家12代当主斯波義寛の弟斯波義雄で、13代当主義達は従兄。生母は富小路直綱の娘と伝わる。父義雄は遠江守護代として、伯父の義寛やその後を継いだ従兄の義達に従い、遠江進出を図る今川氏に備えたが、永正12年（1515年）8月に義達が今川氏親に完敗すると斯波氏は遠江を喪失した。以後斯波氏は衰え、義虎も従甥の14代当主義統（義達の子）とともに尾張守護代織田氏の傀儡とされた。天文23年（1554年）7月、守護代の織田信友が斯波氏に対して謀反を起こすと、義統や他の一族とともに自害した。享年44。